# Be-Tai jezici
Be-Tai jezici (privatni kod: beta), skupina od (63.) jezika, po ranijoj klasifikaciji (50), koji se govore na području Kine, Vijetnama i Laosa. Pripada široj skupini Kam-Tai, porodica Tai-Kadai.
Be-tai dobivaju ime po dvije uže skupine be kojoj pripada jezik Lingao [onb] i tai-sek s podskupinama tai (61) i Sek sa (1) jezikom saek. Po ranijoj klasifikaciji obuhvaća jezike:
a. Be (1), Kina: lingao.
b. Tai-Sek (49), Laos, Vijetnam:
b1. Sek (1), Laos: saek.
b2. Tai (48; danas 61), Kina, Vijetnam, Laos, Tajland, Indija, Burma: ahom, aiton, bouyei, cao lan, e, južni thai, južni zhuang, khamti, khamyang, khün, kuan, lao, lü, nung, nyaw, pa di, phake, phu thai, phuan, pu ko, rien, shan,  sjeverni thai, sjeverni zhuang, sjeveroistočni thai, tai daeng, tai dam, tai do, tai dón, tai hang tong, tai hongjin, tai long, tai mène, tai nüa, tai pao, tai thanh, tai ya, tày, tay khang, tày s pa, tày tac, thai, thai song, thu lao, ts'ün-lao, turung, yong, yoy.

## Vanjske poveznice
- Ethnologue (14th)